# Diego Maradona

Unterschrift von Maradona

Diego Armando Maradona (* 30. Oktober 1960 in Lanús; † 25. November 2020 in Tigre) war ein argentinischer Fußballspieler und ‑trainer.
Maradona gilt als eine der „Legenden des Weltfußballs“ und als einer der besten Fußballspieler der Geschichte. Er machte sich zu Beginn seiner Karriere bereits im Alter von 15 Jahren bei den Argentinos Juniors einen Namen, bevor er zu den Boca Juniors wechselte und 1981 argentinischer Meister wurde. Anschließend zog es den „Goldjungen“ (El Pibe de Oro) für eine Rekordablösesumme nach Europa zum FC Barcelona. Dort feierte er mit dem Pokalsieg 1983 nur einen wichtigen Titelgewinn. Von Krankheiten und Verletzungen geplagt, musste er den Verein nach nur zwei Jahren wegen zahlreicher Skandale wieder verlassen. Daraufhin schloss er sich der SSC Neapel an, erneut für eine Rekordablösesumme. Mit dem Underdog aus Kampanien, der vor seiner Ankunft dem Abstieg nahe war, feierte er zwischen 1984 und 1991 die größten Erfolge seiner Vereinskarriere, darunter die ersten Meistertitel des Vereins 1987 und 1990 sowie den Gewinn des UEFA-Cups 1989.
Der Juniorenweltmeister von 1979 führte die argentinische Nationalmannschaft 1986 in Mexiko als Mannschaftskapitän zum Gewinn ihrer zweiten Weltmeisterschaft nach 1978. Dabei erzielte der 25-Jährige beim 2:1-Sieg gegen England im Viertelfinale innerhalb von vier Minuten zwei der berühmtesten Tore der Fußballgeschichte, als er zunächst einen hohen Ball mit der Hand, der „Hand Gottes“, regelwidrig ins Tor beförderte und anschließend nach einem Dribbling über etwa 60 Meter das WM-Tor des Jahrhunderts erzielte. Insgesamt nahm Maradona an vier WM-Turnieren (1982, 1986, 1990, 1994) teil und erzielte in 91 Länderspielen 34 Tore.
In den 1990er Jahren geriet Maradona wegen Drogenproblemen und Doping in die Schlagzeilen und bekam vom Fußballweltverband FIFA zweimal eine 15-monatige Sperre auferlegt. Nach seiner aktiven Karriere war Maradona als Trainer tätig, hatte aber immer wieder gesundheitliche Schwierigkeiten.

## Familie und Kindheit

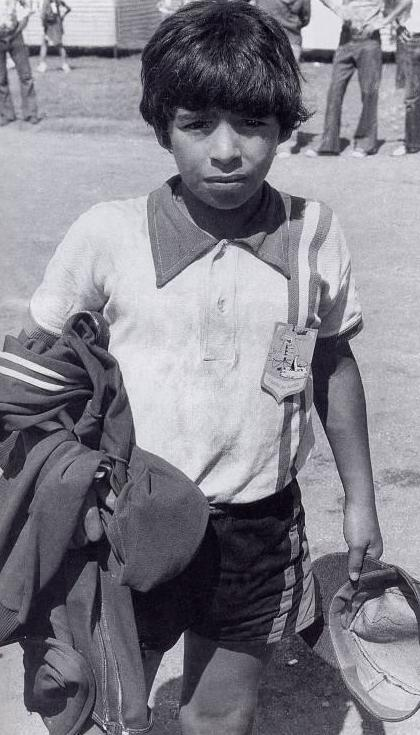
Maradona im Jahr 1970

Diego Armando Maradona wurde am 30. Oktober 1960 in Lanús, einer Vorstadt im Ballungsraum Gran Buenos Aires, geboren. Sein Vater Diego Maradona Senior („Don Diego“ oder „Chitoro“; 1927–2015) war indigener Herkunft, die Mutter Dalma Salvadora Franco („Doña Tota“; 1930–2011) hatte italienische Vorfahren. Die Eltern gehörten der armen, sozial benachteiligten Bevölkerungsschicht an, die man in Argentinien abfällig als „Cabecitas negras“ (Schwarzköpfchen) bezeichnete und stammten ursprünglich aus der ländlich geprägten Provinz Corrientes. Nach vier Töchtern war „Diegito“ ihr erster Sohn. Mit ihren insgesamt acht Kindern bewohnte die Familie eine ärmliche Behausung ohne Strom oder fließendes Wasser in Villa Fiorito, einer Elendssiedlung am südlichen Rand der Millionenmetropole. Die Lebensbedingungen in dieser Villa Miseria waren durch Kriminalität und eine unzureichende Infrastruktur gekennzeichnet. Während „Don Diego“ einer schlecht bezahlten Arbeit in einer Tiermehlfabrik nachging, kümmerte sich die dominante und streng katholische Mutter um den Haushalt und die Kindererziehung.
Wie die meisten Kinder in Argentinien begann Maradona schon früh mit dem Straßenfußball und spielte auf den staubigen Bolzplätzen seines Viertels für die informelle Jugendmannschaft Estrella Roja. Mit einem Freund nahm er 1969 an einem Auswahltraining des Profiklubs Argentinos Juniors teil und wurde umgehend in deren Nachwuchsabteilung aufgenommen. Fortan lief Maradona (Spitzname „El Pelusita“ – Das Lockenköpfchen) für die von Francisco Cornejo zusammengestellte und trainierte Kindermannschaft „Los Cebollitas“ (Die Zwiebelchen) auf. In der Hoffnung, er werde die Familie aus der Armut führen, förderte „Don Diego“ seinen Sohn und brachte ihn jeden Tag nach der Arbeit zum Training in den zentral gelegenen Stadtteil La Paternal. Aufgrund seiner außergewöhnlichen Fähigkeiten spielte Maradona regelmäßig für ältere Jahrgänge und durfte mit zwölf Jahren als Balljunge in den Halbzeitpausen der Profispiele zur Unterhaltung des Publikums den Ball jonglieren. Ein Artikel in der Sportzeitung Clarín sowie ein Auftritt in der Fernsehsendung Sábados Circulares festigten seinen Ruf als Ausnahmetalent. Im Umfeld der Argentinos freundete sich Maradona mit dem drei Jahre älteren Jorge Cyterszpiler an. Um dem Talent die beschwerliche Anreise aus Villa Fiorito zu den Trainingseinheiten zu ersparen, ließ Cyterszpiler ihn gelegentlich bei sich übernachten.
Die Cebollitas, die zeitweise 136 Spiele in Folge ungeschlagen blieben, entwickelten sich zu einer der erfolgreichsten Jugendmannschaften des Landes. 1974 gewannen sie die nationale Jugendmeisterschaft und nahmen an Turnieren in Uruguay und Chile teil. Schon zu dieser Zeit galt der blutjunge Maradona als fußballerische Ausnahmeerscheinung, die ihm den Spitznamen „El Pibe de Oro“ (Der Goldjunge) eingebracht hatte. Da sich frühzeitig eine Karriere als Fußballprofi abzeichnete, verließ Maradona die Schule ohne Abschluss. Um ihr größtes Nachwuchstalent an den Verein zu binden, mieteten die Klubverantwortlichen der Familie 1975 ein Appartement in Villa del Parque, einem bürgerlichen Stadtteil in unmittelbarer Nähe zum Vereinsgelände. Damit verwirklichten sich die Hoffnungen der Eltern auf einen sozialen Aufstieg, die auf ihrem ältesten Sohn geruht hatten.
Maradonas jüngere Brüder Raúl (* 1966) und Hugo (1969–2021) wurden ebenfalls Profifußballer.

## Vereinskarriere

### Argentinos Juniors (1976 bis 1981)

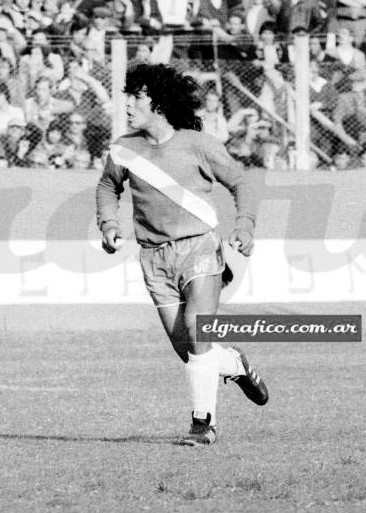
Maradona bei seinem Profi-Debüt (20. Oktober 1976)

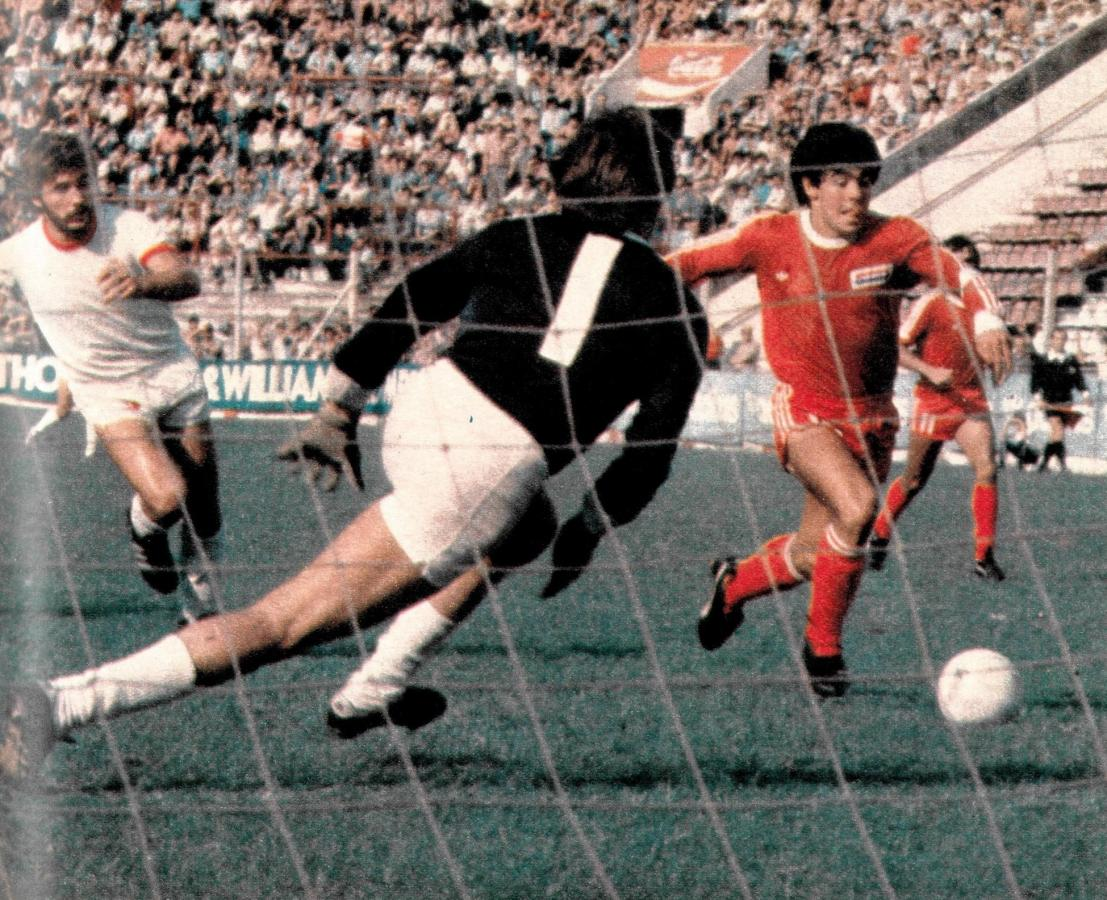
Maradona (rechts) als Argentinos-Spieler (1980)

Dem Cheftrainer der Profimannschaft, Juan Carlos Montes, blieb das Wunderkind aus der eigenen Nachwuchsabteilung nicht verborgen und er berief Maradona in den Profikader. Am 20. Oktober 1976, zehn Tage vor seinem 16. Geburtstag, debütierte Maradona in der Primera División für die Argentinos Juniors, als er im Heimspiel gegen Club Atlético Talleres (0:1) zur zweiten Halbzeit eingewechselt wurde. Damit war er zu diesem Zeitpunkt der jüngste Spieler in Argentiniens erster Liga. Der mutige Auftritt überzeugte Montes, ihn trotz seines jugendlichen Alters dauerhaft in der Profimannschaft einzusetzen. Seine ersten beiden Tore gelangen Maradona am 14. November 1976 gegen San Lorenzo Mar del Plata, als er zum 4:2 und 5:2 traf. Im Verlauf der Metropolitano 1977 entwickelte sich „El Pibe“ zum entscheidenden Spieler der Argentinos und nur vier Monate nach seinem Debüt folgte die Nominierung für die A-Nationalmannschaft. Innerhalb kürzester Zeit war Maradona zum gefeierten Publikumsliebling avanciert und der rasante Aufstieg zum besten Spieler des Landes nahm seinen Anfang. Die argentinische Öffentlichkeit stürzte sich auf den Lockenkopf mit der Rückennummer 10 und stellte Vergleiche mit dem brasilianischen Ausnahmefußballer Pelé an.
Maradona spielte insgesamt viereinhalb Jahre für die Argentinos, in denen er 116 Ligatore erzielte und fünfmal in Folge Torschützenkönig wurde (Metropolitano 1978: 22 Tore; Metropolitano 1979: 18 Tore; Nacional 1979: 12 Tore; Metropolitano 1980: 25 Tore und Nacional 1980: 17 Tore). Der nur 1,65 Meter große Dribbelkünstler tauchte auf dem gesamten Spielfeld auf, war Spielmacher und Torjäger zugleich. Sein kompakter Körperbau, seine Finten und überraschenden Tempowechsel stellten die Gegenspieler vor scheinbar unlösbare Probleme. Schon als junger Spieler besaß Maradona die Fähigkeit, durch seine Dynamik und trickreiche Spielweise, ein Spiel alleine zu entscheiden. Die Argentinos Juniors zählten zu den kleineren Vereinen aus Buenos Aires, hatten sich jedoch dank der individuellen Klasse Maradonas zu einer Mannschaft entwickeln können, die um Platzierungen im oberen Tabellendrittel mitspielte. Nach dem fünften Platz 1978 wurden die Argentinos unter Trainer Miguel Ángel López in der Metropolitano 1980 zwar Vizemeister, jedoch reichten die Möglichkeiten des Klubs nicht aus, um Titel zu gewinnen. Obwohl die Argentinos einen Werbevertrag mit der Fluggesellschaft Austral abgeschlossen hatten, die damit erster Trikotsponsor des argentinischen Vereinsfußballs wurde, erlaubte es Maradonas enormes Gehalt nicht, den Kader durch Spielerkäufe weiter zu verbessern und langfristige finanzielle Stabilität zu garantieren. Auch aus sportlicher Sicht war Maradona, der 1979 und 1980 jeweils die Auszeichnungen als Argentiniens und Südamerikas Fußballer des Jahres erhalten hatte, seinem Klub enteilt, was den Verkauf des Starspielers schließlich unausweichlich machte.
Maradona war inzwischen Dollar-Millionär, der sich durch seinen Jugendfreund Jorge Cyterszpiler vertreten ließ, den er 1977 zu seinem Manager gemacht hatte. Cyterszpiler nutzte die stetig wachsende Popularität seines Klienten und schloss lukrative Sponsorendeals mit Puma, Coca-Cola und Agfa ab. Zur besseren Vermarktung gründete er das Unternehmen „Diego Armando Maradona Producciones S.A.“, das er 1979 in das Unternehmensregister Liechtensteins eintragen ließ. Mit seiner Familie hatte Maradona mittlerweile ein Anwesen im Prominentenviertel Villa Devoto bezogen und erwarb in Moreno ein Landhaus mit angeschlossenem Trainingsgelände.

### Boca Juniors (1981/82)

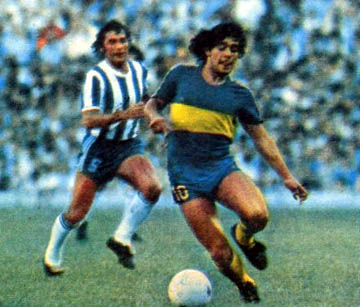
Maradona im Boca-Trikot (1981)

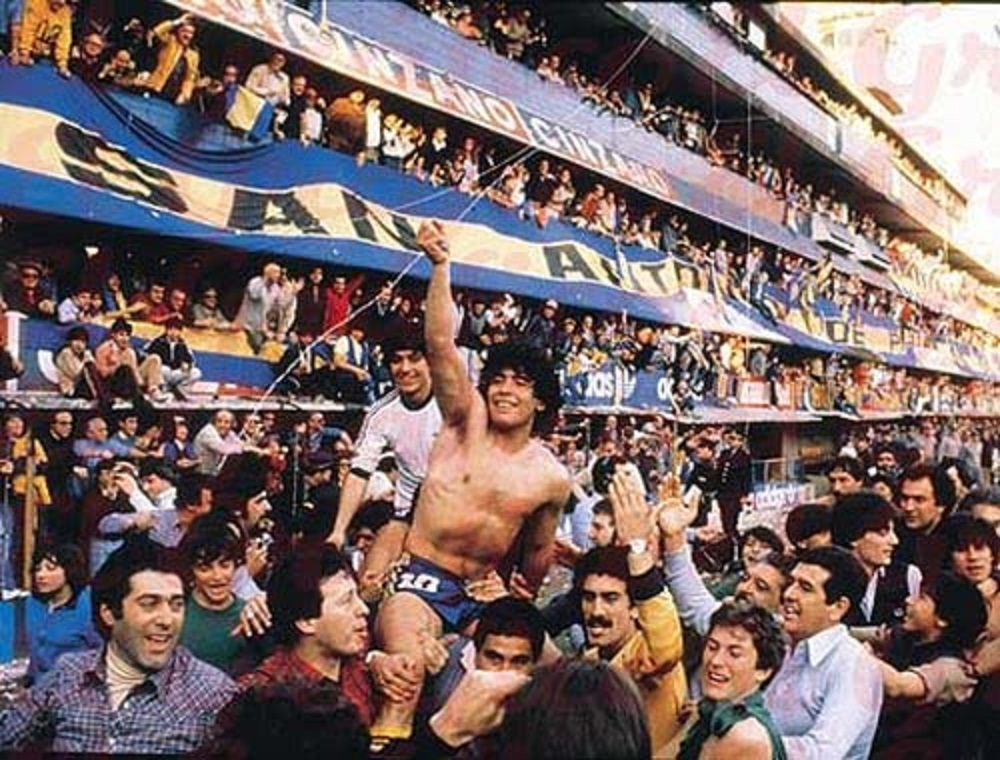
Meisterfeier der Boca Juniors

Nachdem Maradona eine Vielzahl individueller Auszeichnungen erhalten hatte, erreichten ihn Angebote europäischer Spitzenvereine. Doch auf Weisung der Militärjunta untersagte ihm der argentinische Fußballverband AFA einen Transfer ins Ausland. Argentiniens Rekordmeister River Plate war bereit, ihn neben Nationaltorhüter Ubaldo Fillol zum Topverdiener zu machen, allerdings wollte Maradona nicht für den Verein der Oberschicht spielen und lehnte ab. Stattdessen nahm er das Angebot der Boca Juniors an, deren Anhänger traditionell den ärmeren Bevölkerungsschichten des Landes angehören. Da auch sein Vater ein leidenschaftlicher Boca-Fan war und aufgrund der eigenen Herkunft, war der Wechsel für Maradona eine Herzensangelegenheit. Obwohl einer der populärsten und erfolgreichsten Vereine des Landes, mussten die Boca Juniors an ihre finanzielle Schmerzgrenze gehen, um den Transfer realisieren zu können. Die Einigung mit den Argentinos Juniors für die 16-monatige Leihe beinhaltete neben einer Gebühr von vier Millionen US-Dollar den Tausch von sechs Kaderspielern. Maradona selbst erhielt ein Handgeld in Höhe von 600.000 Dollar, die größtenteils in Immobilien geleistet wurden und ein Monatsgehalt von 60.000 Dollar. Den ausgehandelten Vertrag unterzeichnete er medienwirksam am 20. Februar 1981 und im anschließenden Freundschaftsspiel bestritt Maradona jeweils eine Halbzeit für seinen alten und neuen Verein.
Am 22. Februar 1981 debütierte Maradona für die Boca Juniors und erzielte beim 4:1-Sieg über CA Talleres einen Doppelpack. Ohne Eingewöhnungszeit integrierte sich Maradona in das Mannschaftsgefüge der Xeneizes, die mit Hugo Gatti, Roberto Mouzo, Miguel Brindisi, Vicente Pernía, Marcelo Trobbiani und Oscar Ruggeri weitere Spitzenspieler in ihren Reihen aufwiesen. Anstandslos riss der 20-Jährige das Spiel an sich und wurde zum unangefochtenen Dirigenten der Mannschaft. Allerdings war das Verhältnis des Neuzugangs zu Trainer Silvio Marzolini angespannt, da dieser seinem Star nicht die gewohnte Sonderbehandlung einräumte. In seinem ersten Superclásico gegen den Erzrivalen River Plate vor heimischem Publikum leistete Maradona mit einem Sololauf die Vorarbeit zum Führungstor. Schließlich traf er selbst zum 3:0-Endstand, als er eine Flanke im Strafraum annahm, Torwart Fillol umspielte und den auf die Torlinie zurückgeeilten Verteidiger Alberto Tarantini narrte, bevor er den Ball einschob. Durch den Sieg über die verhassten Millonarios erreichte die kultische Verehrung Maradonas neue Höhen und die einflussreichen Barra Bravas erwarteten von ihrer Mannschaft nach fünf Jahren wieder den Gewinn der Meisterschaft. Die Boca Juniors hielten dem Druck stand und entschieden den Titelkampf mit Ferro Carril Oeste am letzten Spieltag der Metropolitano für sich. Nach einem 1:1 gegen Racing Club wurden sie in La Bombonera argentinischer Meister. Mit 17 Saisontoren hatte Maradona maßgeblichen Anteil an seinem ersten nationalen Titel.
Im anschließenden Torneo Nacional gelangen Maradona elf Tore in zwölf Spielen, jedoch scheiterten die Boca Juniors überraschend im Viertelfinale an CA Vélez Sarsfield. Das Rückspiel (1:3-Niederlage) hatte Maradona wegen einer Rotsperre verpasst. 1981 erhielt er zum dritten Mal in Folge die Auszeichnung als Argentiniens Fußballer des Jahres.
Die Boca Juniors waren gezwungen, finanziell lukrative Freundschaftsspiele zu absolvieren, da sie ohne die Zusatzeinnahmen die Gehälter ihrer Spieler nicht hätten zahlen können. Die weltweit angesetzten Spiele waren nicht selten mit kraftraubenden Reisen verbunden und führten zu verkürzten Regenerationsphasen. Im Januar 1982 musste die Mannschaft acht Spiele in 21 Tagen bestreiten. Maradonas letzte Partie für Boca absolvierte er am 6. Februar 1982 im Sommerturnier Copa de Oro gegen River Plate. Anschließend reiste er zur Vorbereitung auf die Weltmeisterschaft 1982 zu einem viermonatigen Trainingslager ab.

### FC Barcelona (1982 bis 1984)
Nach der Weltmeisterschaft wechselte Maradona für die damalige Rekordsumme von 7,3 Millionen US-Dollar zum FC Barcelona nach Spanien. Für den ambitionierten Vereinspräsidenten Josep Lluís Núñez war die Verpflichtung des teuersten Fußballers der Welt eine Frage des Prestiges und sollte wirtschaftliche Potenz gegenüber dem Rivalen Real Madrid demonstrieren. Doch von einigen Höhepunkten abgesehen, konnte Maradona die hochgesteckten Erwartungen nicht erfüllen. Zur traditionellen Vorstellung der Mannschaft am 28. Juli 1982 erschienen 50.000 Zuschauer im Camp Nou und der erste Auftritt des Neuzugangs aus Südamerika war ein Medienereignis. Sein Debüt gab er am 3. August 1982 während der Saisonvorbereitung in einem Freundschaftsspiel gegen den SV Meppen. Sein erstes Tor im Camp Nou erzielte er gegen den 1. FC Köln am 25. August beim Vorbereitungsturnier Trofeu Joan Gamper.
Trainer des FC Barcelona war Udo Lattek, der ausgiebig Kraft und Ausdauer trainieren ließ, was zu anhaltenden Auseinandersetzungen mit Maradona führte, der die körperlich harten Einheiten nicht mochte. Trotz des angespannten Verhältnisses zu seinem Trainer zeigte Maradona ansprechende Leistungen. Durch seine individuelle Klasse machte er das Offensivspiel der Blaugrana unberechenbarer und bildete mit Bernd Schuster und Lobo Carrasco ein spielstarkes Trio. Bis Dezember 1982 erzielte er in 13 Ligaspielen sechs Tore und Barça konnte sich erwartungsgemäß in der Spitzengruppe der Primera División festsetzen. In der 2. Runde des Europapokals der Pokalsieger bezwangen sie Roter Stern Belgrad auswärts mit 4:2. Der formstarke Maradona begeisterte das Belgrader Publikum mit einem Tor per Lupfer von der Strafraumgrenze und wurde mit stehenden Ovationen verabschiedet. Im Dezember 1982 erkrankte Maradona jedoch an Hepatitis und musste drei Monate aussetzen. Er zog sich in seine Villa im Vorort Pedralbes zurück und bekämpfte seine Einsamkeit, indem er Freunde aus der argentinischen Heimat nach Barcelona holte. Dieser sogenannte „Maradona-Clan“ sollte ihn auch in seiner weiteren Karriere begleiten. In der bürgerlichen Stadt kursierten zu diesem Zeitpunkt erste Gerüchte über sein wildes Privatleben: So soll die Hepatitis-Erkrankung in Wahrheit eine Geschlechtskrankheit gewesen sein. Während er dies zeitlebens bestritt, gab er später zu, in Barcelona erstmals Kokain genommen zu haben. Die lange Rekonvaleszenz bezeichnete er rückblickend als die „unglücklichste Phase meiner Karriere.“
Nach dem vorzeitigen Ausscheiden aus dem Europapokal wurde Lattek im März 1983 durch César Luis Menotti ersetzt, der als Verfechter eines freien, kreativen und offensiven Fußballs galt. Mit der Verpflichtung seines Landsmannes erklärte sich Maradona für genesen, ließ neuen Spaß am Fußball erkennen und wurde mit elf Saisontreffern bester Ligatorschütze seiner Mannschaft. Doch auch mit dem neuen Trainer verpasste Barça am Ende der Saison 1982/83 als Tabellenvierter die Meisterschaft. Durch einen 2:1-Finalsieg über Real Madrid gewann der Verein aber zumindest den Pokal. Auch bei der ersten Austragung des kurzlebigen Ligapokals Ende Juni 1983 setzte sich Barcelona in zwei Finalspielen gegen Real Madrid durch, wobei Maradona in beiden Begegnungen ein Tor erzielte. Insbesondere sein Treffer im Hinspiel, als er alleine auf das gegnerische Tor zusteuerte, den Torhüter umspielte und anschließend noch seinen Gegenspieler Juan José ins Leere grätschen ließ, bevor er den Ball einschob, sorgte für Aufsehen. Daraufhin zollten die Zuschauer im Estadio Santiago Bernabéu erstmals einem gegnerischen Spieler Applaus.
Nachdem er im Vorjahr krankheitsbedingt nur 20 Ligaspiele hatte absolvieren können, startete Maradona mit viel Ehrgeiz in die Saison 1983/84. Ende September 1983 (4. Spieltag) empfing der FC Barcelona den amtierenden Meister Athletic Bilbao. Das Duell zwischen den Fußball-Ästheten aus Katalonien und den körperbetonten Basken galt zu Beginn der 1980er Jahre als ein Aufeinandertreffen gegensätzlicher Fußballphilosophien. Beim Stand von 2:0 wurde Maradona in der 58. Minute durch den Manndecker Andoni Goikoetxea mit einem Tackling von hinten brutal gefoult und erlitt die schwerste Verletzung seiner Karriere: Einen Außenbandriss und eine komplizierte Sprunggelenkfraktur, die durch einen operativen Eingriff fixiert werden musste. Unmittelbar nach dem Spiel empörte sich Trainer Menotti über das Foul („Es muss wohl erst jemand sterben, bis sich etwas ändert“) und bezeichnete Goikoetxea als „Anti-Fußballer“, während die Presse ihm den Spitznamen „Schlächter von Bilbao“ verlieh. Weil der Schiedsrichter keine Absicht erkannt und Goikoetxea nur mit einer Gelben Karte verwarnt hatte, verurteilte das Sportgericht den baskischen Verteidiger anschließend zu einer Sperre von 18 Spielen, die sich später auf sechs reduzierte. Zur Genesung kehrte Maradona in den Kreis seiner Familie nach Buenos Aires zurück und verpasste auch den Großteil seiner zweiten Saison mit dem FC Barcelona. Unter der Aufsicht des Sportmediziners Ruben Darío Oliva, den er eigens aus Mailand hatte kommen lassen, kämpfte er sich mit Disziplin und Trainingsfleiß wieder heran. Nach 106-tägiger Verletzungspause gab er am 8. Januar 1984 gegen den FC Sevilla sein Comeback und erzielte beim 3:1-Sieg zwei Treffer. Bis zum Saisonende bestritt Maradona insgesamt 16 Ligaspiele und schoss dabei elf Tore. Mit einem Punkt Rückstand verpasste Barça als Tabellendritter erneut die Meisterschaft, erreichte aber wieder das Endspiel der Copa del Rey, das am 5. Mai 1984 ausgerechnet gegen Athletic Bilbao verloren ging (0:1). Nachdem Maradona in der Partie immer wieder hart attackiert und provoziert worden war, sorgte er nach dem Schlusspfiff für einen Eklat, indem er mehrere Gegenspieler und Betreuer mit unkontrollierten Fußtritten attackierte. In Anwesenheit des spanischen Königs auf der Ehrentribüne entwickelte sich zwischen den Mannschaften eine wilde Massenschlägerei. Maradona wurde als einer der Hauptschuldigen identifiziert und musste sich in Begleitung Cyterszpilers in einer Audienz bei König Juan Carlos I. entschuldigen.
Das „Wunderkind“ aus dem südamerikanischen Elendsviertel wurde mit dem vornehmen Barcelona nie richtig warm und nach den Ereignissen des Pokalfinales war für die entnervte Vereinsführung die Schmerzgrenze erreicht. Bereits in den Monaten zuvor war Maradona aufgrund einiger Eskapaden – Ausflüge in das Nachtleben, Berichte über den Umgang mit Prostituierten oder Handgreiflichkeiten gegen Autogrammsammler – regelmäßig mit Präsident Núñez aneinandergeraten. Der war wegen der zu erwartenden dreimonatigen Sperre und der zunehmend ungemütlichen Presse bereit, Maradona auf die Transferliste zu setzen. Maradona selbst war einem Vereinswechsel nicht abgeneigt. Dies hing mit verlustreichen Geschäften und dem Unvermögen seines Freundes und Managers Cyterszpiler zusammen, in dieser Doppelfunktion Maradonas Ausgaben in den Griff zu bekommen. Dies führte dazu, dass Maradona trotz eines Jahresgehalts von 1,5 Millionen US-Dollar im Sommer 1984 pleite war.

### SSC Neapel (1984 bis 1991)

Graffiti zu Maradonas Ehren in Neapel (2019)

Zur Saison 1984/85 schloss sich Maradona für die Rekordablösesumme von 24 Millionen D-Mark dem italienischen Erstligisten SSC Neapel an. Neapel war bis dato noch nie italienischer Meister geworden und in der Vorsaison nur knapp dem Abstieg entgangen. Bessere Angebote waren jedoch ausgeblieben. Um die enorme Ablöse stemmen zu können, hatte Vereinspräsident Corrado Ferlaino einen Konsortialkredit aufgenommen. Ein Journalist, der bei Maradonas Vorstellung fragte, ob dieser wisse, wer die Camorra sei und welchen Einfluss sie in der süditalienischen Hafenstadt habe, wurde von einem echauffierten Ferlaino des Presseraumes verwiesen. Anschließend wurde Maradona von ca. 75.000 Fans im Stadio San Paolo empfangen. Die Menschen in Neapel verbanden mit Maradona die Hoffnung, endlich den erfolgreicheren Vereinen aus dem wirtschaftlich stärkeren Norditalien wie Juventus Turin, der AC Mailand und Inter Mailand Paroli bieten zu können. Für sie war „Diego“ mehr als ein Fußballspieler und Maradona hatte aufgrund seiner Herkunft wenig Mühe, sich mit den Neapolitanern zu identifizieren und deren Zuneigung zu erwidern.
Die Serie A galt Mitte der achtziger Jahre als stärkste Liga der Welt und war Anlaufpunkt zahlreicher Weltstars. Maradona benötigte Anlaufzeit, um sich an die italienische Spielweise zu gewöhnen, die von einer robusten Defensive geprägt war, was dazu führte, dass die Liga in jenem Jahrzehnt einen bemerkenswert geringen Toreschnitt aufwies. Zu Beginn der Spielzeit 1984/85 gewann die SSC Neapel nur eines der ersten neun Ligaspiele. Die Ergebnisse verbesserten sich im Saisonverlauf jedoch deutlich. Der Verein schloss die Saison letztlich im gesicherten Mittelfeld ab und Maradona wurde auf Anhieb zu Italiens Fußballer des Jahres gewählt. Anschließend verpflichtete Neapel mit Ottavio Bianchi einen neuen Trainer, der Maradona auf dem Spielfeld mehr Schutz und Freiheiten gewährte, so dass dieser noch mehr Einfluss auf das Angriffsspiel nehmen konnte. Darüber hinaus entwickelten sich Spieler wie Ciro Ferrara, Fernando De Napoli oder Salvatore Bagni an seiner Seite zu wichtigen Leistungsträgern. In der Saison 1985/86 wurde Neapel Tabellendritter und qualifizierte sich für den UEFA-Cup. Maradona wandelte nun auf dem Höhepunkt seiner Karriere. Nachdem er Argentinien im Sommer 1986 zum Gewinn der Weltmeisterschaft verholfen hatte, führte er die SSC Neapel in der Saison 1986/87 als Spielmacher, wichtigster Torschütze und Vorbereiter, Kapitän sowie Integrationsfigur zum ersten Meistertitel der Vereinsgeschichte. Obendrein gewann der Verein am Saisonende auch noch den Pokal. Durch diesen nicht für möglich gehaltenen Erfolg entwickelte sich um Maradona in Neapel ein nie dagewesener Fankult. Die Stadt versank im Ausnahmezustand. Autokorsos, Straßenfeste und Mauergemälde mit Maradonas Konterfei beherrschten die Szenerie. Populärer Gesang der Tifosi wurde Ho visto Maradona! („Ich sah Maradona!“), eine Art Liebeserklärung an Maradona.
Zu Beginn der Saison 1987/88 schlug Maradona ein Angebot der AC Mailand aus und verlängerte seinen ursprünglich bis 1989 laufenden Vertrag in Neapel vorzeitig bis Juni 1993, wobei sein Jahresgehalt auf 5 Millionen US-Dollar angehoben wurde. Im Anschluss deutete vieles auf den erneuten Gewinn der Meisterschaft hin: Neapels Sturmreihe, bestehend aus Maradona, Bruno Giordano und dem neu verpflichteten Careca, erhielt schnell den Spitznamen Ma-Gi-Ca und schoss den Verein von Sieg zu Sieg. Fünf Spieltage vor Saisonende führte Neapel mit vier Punkten Vorsprung souverän die Tabelle an. Im Anschluss holte der Klub allerdings nur noch einen von möglichen zehn Punkten und gab damit die Meisterschaft aus der Hand. Bis heute hält sich das Gerücht, dass die Niederlagenserie zum Saisonende mit der Camorra zusammenhing, die im Falle des erneuten Meistertitels hohe Verluste mit illegalen Sportwetten verbucht hätte. Maradona wurde mit 15 Toren Torschützenkönig. In der Saison 1988/89 wurde Neapel erneut Tabellenzweiter und verlor das Pokalfinale gegen Genua, jedoch schlug der Verein im Europapokal Größen wie Juventus Turin oder Bayern München und gewann gegen den VfB Stuttgart erstmals den UEFA-Cup.
Unmittelbar nach diesem Erfolg bat Maradona den Vereinspräsidenten Corrado Ferlaino um die Freigabe. Zum einen hatte er mit Neapel aus sportlicher Sicht bereits die größtmöglichen Erfolge gefeiert. Zum anderen fühlte er sich vom Leben in Neapel und der Zuneigung der Neapolitaner zunehmend erdrückt. Hinzu kamen persönliche Skandale wie die Geburt eines unehelichen Sohnes und Verbindungen zum Giuliano Clan, der Maradona hofierte und vermehrt mit Kokain sowie Prostituierten versorgte. Maradona zufolge hatte ihm Ferlaino in der Vorsaison mündlich zugesichert, dass er den Verein im Falle des Europapokalsieges verlassen dürfe. Nun aber lehnte Ferlaino alle Gesuche ab, darunter ein lukratives Angebot von Olympique Marseille und dessen Präsident Bernard Tapie. Nach eigener Aussage wurde er damit zu Maradonas Kerkermeister. Maradona antwortete, indem er mit einem Monat Verspätung aus dem Sommerurlaub zurückkehrte und sich ins Nachtleben stürzte. Er feierte nach jedem Wochenendspiel bis mittwochs Kokainexzesse, ehe er donnerstags wieder ins Mannschaftstraining einstieg, um seinen Körper auf das nächste Spiel vorzubereiten. Den Verantwortlichen der SSC Neapel blieb Maradonas Drogenkonsum nicht verborgen. Der Verein half gar, negative Dopingbefunde durch Abgabe falscher Urinproben herbeizuführen. Solange Maradona spielte, hielt Neapels Erfolg an. In der Saison 1989/90 wurde der Verein mit zwei Punkten Vorsprung auf die AC Mailand erneut italienischer Meister.

#### Das Ende
Die Ereignisse während der Weltmeisterschaft in Italien hatten Maradona im Sommer 1990 Umfragen zufolge zur meistgehassten Person des Landes werden lassen. Nach dem Turnier kehrte er wegen anhaltender Ischiasbeschwerden formschwach und übergewichtig zur SSC Neapel zurück. Als Drogensüchtiger hatte er die Kontrolle über sein Verhalten verloren und die Eskapaden abseits des Fußballplatzes nahmen zu, sein Verhalten wurde unberechenbarer. Maradona trainierte nicht mehr und schadete durch sein Verhalten dem Image der SSC Neapel. Im November 1990 weigerte er sich zunächst, mit der Mannschaft zum Rückspiel im Europapokal der Landesmeister gegen Spartak Moskau in die Sowjetunion zu reisen. Am folgenden Tag mietete er sich einen Privatjet und flog mit seiner Frau und seinem neuen Agenten, Marcos Franchi, nach Moskau. Er bat darum, spielen zu dürfen, und wurde in der 65. Minute beim Stand von 0:0 eingewechselt. Napoli schied im Elfmeterschießen mit 3:5 aus. Es war sein letztes Spiel in einem europäischen Wettbewerb.
Für Maradona spitzte sich die Situation immer weiter zu. Die italienische Polizei untersuchte die Verbindungen zwischen der Camorra und dem Kokainhandel. Dabei wurden belastende Gespräche aufgezeichnet, die Maradonas Hang zu Drogen und Prostituierten belegten. Die Zeitungen machten die Anschuldigungen öffentlich und diskreditierten den Spieler irreparabel. Man lastete ihm den Konsum und die Verbreitung von Kokain an und Maradona sagte am 17. Februar 1991 vor einem Gericht aus. Am 29. März 1991 wurde das Ergebnis einer Dopingprobe bekanntgegeben, die Maradona zwei Wochen zuvor nach einem 1:0-Heimsieg gegen den AS Bari abgegeben hatte. In ihr konnte Kokain nachgewiesen werden. Damit war Maradonas Drogensucht – in Neapel längst ein offenes Geheimnis – zur offiziellen Realität geworden. In völligem Kontrast zu seiner Ankunft verließ Maradona am 1. April 1991 überstürzt Neapel und setzte sich nach Argentinien ab. Als er das Land verließ, waren noch vier Gerichtsverfahren gegen ihn anhängig: erstens die Vaterschaftsklage im Fall „Sinagra“, zweitens Anschuldigungen eines Camorra-Informanten, der behauptete, Maradona hätte Drogen verkauft, drittens Napolis Klage auf Vertragsbruch sowie viertens der noch offene Kokain- und Prostitutions-Fall. In dieser Angelegenheit verurteilte ihn das Gericht später in Abwesenheit zu 14 Monaten Gefängnis und einer Geldstrafe, die Strafe wurde jedoch zur Bewährung ausgesetzt. Die Disziplinarkommission der italienischen Liga sperrte Maradona für 15 Monate bis zum 30. Juni 1992. Die FIFA übernahm die Sperre und dehnte sie weltweit aus.
Auch nach der fluchtartigen Rückkehr nach Buenos Aires bestimmte Maradona die Schlagzeilen. Am 26. April 1991 wurde er zusammen mit zwei weiteren Personen in einer Wohnung im Stadtteil Caballito wegen Drogenbesitzes verhaftet. Die Razzia war Teil einer geheimen Überwachungsoperation der Drogenbekämpfungsabteilung der Polizei, die jedoch zur Presse durchgesickert war, und nach seiner Verhaftung warteten zahlreiche Pressevertreter vor dem Gebäude. Der Spieler wurde vor laufenden Kameras abgeführt. Nachdem er eine Kaution von 20.000 US-Dollar hinterlegt hatte, ließ man ihn nach 24 Stunden wieder frei. Maradonas Manager Franchi konnte mit den argentinischen Gerichten einen Deal aushandeln: Maradona wurde nicht für den Besitz von 30 Gramm Kokain verurteilt, musste sich aber regelmäßigen Überprüfungen unterziehen und eine Entziehungskur durchführen.
Maradonas Sperre endete am 1. Juli 1992. Da sein Vertrag mit der SSC Neapel noch ein Jahr Laufzeit hatte, verlangte der Verein seine Teilnahme an der bevorstehenden Saisonvorbereitung. Der Spieler weigerte sich jedoch, nach Italien zurückzukehren – dem Land, das „an allem, was mir passiert ist, schuld ist“ – da er dort mittlerweile als persona non grata galt. Über seinen Manager forderte er die vorzeitige Auflösung seines Vertrages, was Klubpräsident Ferlaino ablehnte, da sich Maradona auf diese Weise ablösefrei einem neuen Verein hätte anschließen dürfen. Im August 1992 knüpfte er seine Rückkehr schließlich an zahlreiche Bedingungen und Zugeständnisse, auf die der Verein weitgehend nicht einging. Schließlich lenkte Ferlaino unter der Bedingung ein, dass Maradona nicht zu einem anderen italienischen Klub wechseln dürfe, und erteilte dem Spieler die Freigabe. Ende September 1992 wurde schließlich Maradonas Wechsel zum FC Sevilla bekanntgegeben.
Diego Maradona war nicht nur Spielmacher der SSC Neapel, sondern bis 2017 mit 115 Toren in 259 Pflichtspielen auch Rekordtorschütze des Vereins. Mit seinem Abschied hörte Napoli schlagartig auf, an der Spitze des italienischen Fußballs mitzuspielen, und der langsame Niedergang setzte ein. In den folgenden Jahren stieg der Klub zweimal in die Serie B ab und ging pleite. Mit der Neugründung in der Serie C1 erreichte er 2004 den sportlichen Tiefpunkt und erst 2012 sollte der Verein mit der Coppa Italia wieder einen nationalen Titel gewinnen.
Maradonas Rückennummer 10 wird vom Verein seit 2000 nicht mehr vergeben.

### FC Sevilla (1992/93)
Der Wechsel zum FC Sevilla war maßgeblich von Carlos Bilardo eingefädelt worden. Der ehemalige argentinische Nationaltrainer, mit dem Maradona 1986 Weltmeister geworden war, hatte im Juli 1992 die Funktion des Cheftrainers bei den Andalusiern übernommen und die Vereinsführung von der Verpflichtung seines Landsmannes überzeugt. Da Sevilla die von Napoli aufgerufene Ablösesumme nicht zahlen wollte, schaltete sich die FIFA in die festgefahrenen Verhandlungen ein. Maradona hatte den Weltverband in der Vergangenheit zwar öffentlich als „autokratische Organisation“ kritisiert, jedoch sorgten sich die Spitzenfunktionäre um seine Teilnahme an der bevorstehenden und kommerziell wichtigen WM 1994 in den Vereinigten Staaten. Daher übernahm FIFA-Generalsekretär Sepp Blatter die Rolle des Vermittlers und erzielte am 21. September 1992 einen für die Fußballöffentlichkeit überraschend schnellen Verhandlungsdurchbruch. Im Ergebnis zahlte Sevilla 7,5 Millionen US-Dollar an Neapel und nahm Maradona unter Vertrag. Um einen Großteil der Transfersumme aufzubringen, verpflichtete sich der Verein zur Austragung zahlreicher Freundschaftsspiele, deren TV-Übertragungsrechte er an Silvio Berlusconis Mediengruppe Mediaset verkaufte. Im Rahmen eines solchen Freundschaftsspiels gegen den FC Bayern München wurde Maradona am 28. September 1992 offiziell als Neuzugang vorgestellt und feierte seine viel umjubelte Rückkehr in den Profisport.
Im Ligaspiel gegen Athletic Bilbao (1:2-Niederlage) am 4. Oktober 1992 stieg er in die bereits laufende Saison 1992/93 ein. Der FC Sevilla befand sich in einer ähnlichen Ausgangsposition wie seinerzeit die SSC Neapel nach Maradonas Wechsel. Der argentinische Superstar stand von Beginn an im Zentrum des Medieninteresses und der Zuschauerschnitt erhöhte sich bei Heimspielen um 20.000. Neben aufstrebenden Spielern wie Davor Šuker, Diego Simeone und Juan Carlos Unzué etablierte sich Maradona umgehend als von allen anerkannter Führungsspieler und Manolo Jiménez übergab ihm freiwillig die Kapitänsbinde. Der pragmatische Bilardo kam den Lebensgewohnheiten seines Superstars entgegen und verlegte die Trainingseinheiten vom Vor- in den Nachmittag. Nach eineinhalbjähriger Sperre ohne Spielpraxis lief Maradona seiner Bestform hinterher und war nicht mehr der dynamische Ausnahmespieler, der den Fußball Mitte der Achtziger Jahre dominiert hatte. Allerdings glich er seine athletischen Defizite aus, indem er Spielsituationen vorausahnte und mit Standardsituationen ständige Torgefahr ausstrahlte. Vier seiner fünf Saisontore erzielte Maradona in der Hinserie, die für Sevilla zufriedenstellend verlief, da sich die Mannschaft im Kampf um die internationalen Platzierungen festsetzte. Seine wohl beste Vorstellung lieferte er am 19. Dezember 1992 beim 2:0-Heimsieg über Real Madrid ab. Durch seine Leistungen kehrte Maradona im Februar 1993 sogar in den Kader der Nationalmannschaft zurück, reiste allerdings gegen den Willen des Vereins zu den Länderspielen nach Südamerika.
Wegen anhaltender Kniebeschwerden konnte Maradona häufig nur unter Schmerzen spielen, weshalb er seine Form am Saisonende verlor und in der Rückrunde lediglich elf Partien bestritt. Der zunehmende Rückfall in alte Verhaltensmuster wie die ungezügelte Teilnahme am Nachtleben, Bordellbesuche sowie Autofahrten mit überhöhter Geschwindigkeit durch die Innenstadt führten dazu, dass ihn der Verein sogar durch Privatdetektive überwachen ließ. Als er am vorletzten Spieltag am 13. Juni 1993 gegen Real Burgos nach 53 Minuten vorzeitig ausgewechselt wurde, obwohl er erst in der Halbzeitpause eine Spritze gegen seine anhaltenden Schmerzen erhalten hatte, empfand er dies als persönliche Beleidigung und überwarf sich in aller Öffentlichkeit mit Trainer Bilardo.
Nach diesem Vorfall endete Maradonas zweites Engagement in Spanien nach nur einer Saison. Sein Vertrag wurde einvernehmlich aufgelöst. Der FC Sevilla hatte als Tabellensiebter die Qualifikation für den Europapokal knapp verpasst.

### Newell’s Old Boys (1993/94)
Im September 1993 wechselte Maradona zurück nach Argentinien zu den Newell’s Old Boys. Sein Gastspiel bei dem Verein aus Rosario war von kurzer Dauer. Er bestritt bis Dezember fünf Pflichtspiele. Anschließend führten eine Muskelverletzung und sein angespanntes Verhältnis zu Trainer Jorge Castelli dazu, dass er den Klub bereits Anfang 1994 wieder verließ. Am 2. Februar 1994 schoss er mit einem Luftgewehr auf Journalisten, die seine Villa nahe der bonarenser Vorstadt Lomas de Zamora belagerten, und wurde zu einer 34-monatigen Haftstrafe auf Bewährung verurteilt.

### Boca Juniors (1995 bis 1997)
Nach Ablauf der 15-monatigen Sperre für die Einnahme verbotener Substanzen bei der WM 1994 feierte Maradona im Oktober 1995 ein Comeback bei den Boca Juniors in der argentinischen Primera División. Der Verein erreichte in der Apertura 1995 aber nur einen enttäuschenden vierten Platz. Im Anschluss wurde Mauricio Macri zum neuen Klubpräsidenten gewählt und mit Carlos Bilardo ein neuer Trainer verpflichtet. Maradona und Bilardo versöhnten sich und die Boca Juniors spielten in der Clausura 1996 lange um die Meisterschaft mit. In der heißen Phase des Titelrennens verschoss Maradona jedoch gleich fünf Elfmeter in Folge. Boca verlor den Anschluss und wurde nur Fünfter. Am Ende der Saison 1995/96 verließ Maradona den Klub temporär. Im April 1997 unterzeichnete er ein neues Arbeitspapier und am 9. Juli 1997 kehrte er nach elf Monaten gegen Ende der Clausura 1997 auf den Fußballplatz zurück. Zu Beginn der Apertura 1997 trafen die Boca Juniors am 24. August auf die Argentinos Juniors. Nach dem Spiel musste Maradona zur Dopingkontrolle, woraufhin ihm erneut die Einnahme von Kokain nachgewiesen wurde. Maradona ließ das Ergebnis zunächst anfechten und durfte so weiterhin am Spielbetrieb teilnehmen. Am 25. Oktober 1997 bestritt er im Rahmen eines 2:1-Auswärtssieges gegen River Plate sein letztes Profispiel. Als sich die Anzeichen verdichteten, dass die Anfechtung abgelehnt würde, kam Maradona einer weiteren Sperre zuvor und verkündete am 30. Oktober 1997, seinem 37. Geburtstag, sein offizielles Karriereende.

## Nationalmannschaftskarriere

### Beginn
Nur vier Monate nach seinem Debüt in der Primera División nominierte Nationaltrainer César Luis Menotti den 16-jährigen Maradona für die A-Nationalmannschaft. Am 27. Februar 1977 absolvierte „El Pibe“ sein erstes Länderspiel für die Albiceleste, als er im Freundschaftsspiel gegen Ungarn (5:1) in der 62. Minute für Leopoldo Luque eingewechselt wurde. Anschließend versetzte Menotti ihn in die U-20-Auswahl, mit der er im April 1977 an der U-20-Südamerikameisterschaft in Venezuela teilnahm. Dort schieden die enttäuschenden Argentinier sieglos in der Vorrunde aus. Maradona war zweimal eingesetzt worden.
Vor der Weltmeisterschaft 1978 gehörte Maradona dem vorläufigen WM-Kader an, wurde jedoch zu seiner großen Enttäuschung nicht für das Turnier berücksichtigt. Aus Sicht der argentinischen Militärdiktatur war die Austragung der WM ein Ereignis von nationaler Bedeutung, die ihre Herrschaft stabilisieren sollte, weshalb Menotti den Jungstar als noch nicht reif genug befunden hatte, um dem Druck standzuhalten. Die argentinische Mannschaft gewann ohne Maradona ihren ersten WM-Titel.
In seinem neunten A-Länderspiel, am 2. Juni 1979 beim 3:1-Sieg über Schottland im Glasgower Hampden Park, gelang Maradona sein erstes Tor.

### Junioren-WM 1979
Im September 1979 führte Maradona die U-20-Auswahl seines Landes zum Gewinn der Junioren-Weltmeisterschaft. Bei dem in Japan ausgetragenen Turnier schoss er sechs der zwanzig argentinischen Tore und wurde zum besten Spieler gewählt. Anschließend kehrte Maradona in die Seniorenmannschaft der „Albicelestes“ zurück und war aus deren Stammformation bald nicht mehr wegzudenken.

### WM 1982
Die Erwartungen an El Pibe de Oro waren vor der Weltmeisterschaft 1982 in Spanien enorm hoch. Argentinien ging mit neun Weltmeistern ins Turnier (u. a. Mario Kempes, Daniel Passarella, Osvaldo Ardiles), und mit Maradona wollte man den Titel erfolgreich verteidigen. Sein erstes WM-Spiel bestritt er im Eröffnungsspiel gegen Belgien, in seinem neuen Heimatstadion Camp Nou in Barcelona, das Argentinien jedoch mit 0:1 verlor. Die Belgier hatten Maradona einer harten Manndeckung unterstellt und ihn so weitgehend aus dem Spiel genommen – eine Erfahrung, die der Jungstar im Turnierverlauf noch öfter erleben sollte. Im zweiten Gruppenspiel gegen Ungarn wurde er zwar wieder doppelt bewacht, doch war er in dieser Partie nicht zu halten und traf doppelt beim 4:1-Sieg. In der Zwischenrunde hatte er gegen die erfahrenen italienischen Verteidiger einen schweren Stand, dabei wurde er vom beinharten Claudio Gentile gedeckt, der ihn auch einmal mit einem Faustschlag niederstreckte. Gentile sah dafür lediglich Gelb. Maradona setzte einen Freistoß ans Lattenkreuz und der spätere Turniersieger Italien gewann 2:1. Gegen Brasilien verlor Argentinien klar mit 1:3. Maradona trat dabei seinem Gegenspieler Batista kurz vor Spielende entnervt in den Magen und sah dafür die Rote Karte.

### WM 1986
Die Weltmeisterschaft 1986 in Mexiko prägte Maradona wie wohl kein anderer Spieler eine WM zuvor oder danach. Als neuer Kapitän der Nationalmannschaft führte er die argentinische Elf zunächst zum Gruppensieg. Dabei bereitete er beim 3:1-Auftakterfolg gegen Südkorea alle argentinischen Tore vor und traf im zweiten Gruppenspiel gegen Titelverteidiger Italien selbst zum 1:1-Endstand. Im letzten Gruppenspiel gegen Bulgarien (2:0) steuerte er eine weitere Torvorlage bei. In der anschließenden K.-o.-Phase erreichte Maradona Topform. Im Viertelfinale gegen England erzielte er zwei seiner bekanntesten Tore. Beim Führungstor beförderte er den Ball regelwidrig mit seiner Hand über den englischen Torhüter Peter Shilton hinweg ins Netz, wobei er im Anschluss an das Spiel in diesem Zusammenhang von der „Hand Gottes“ sprach („Es war der Kopf Maradonas und die Hand Gottes“). Drei Minuten später traf er nach einem Dribbling über das halbe Spielfeld, bei dem er die gesamte englische Abwehr ausspielte, zum 2:0. Dieser Treffer wurde 2002 von der FIFA zum „WM-Tor des Jahrhunderts“ gekürt. Beim 2:0-Halbfinalsieg gegen die Überraschungsmannschaft Belgien schoss Maradona erneut beide Tore. Das Tor zum Endstand, dem erneut ein Dribbling vorausging, landete bei der Wahl zum WM-Tor des Jahrhunderts auf dem vierten Platz. Im Finale gegen Deutschland wurde Maradona teilweise von zwei Spielern manngedeckt (Lothar Matthäus und Karlheinz Förster). Er kam nicht so zur Entfaltung wie im bisherigen Turnier, schaffte aber mehr Räume für seine Mitspieler (v. a. Jorge Valdano und Jorge Burruchaga). Fünf Minuten vor Spielende gab er den entscheidenden Steilpass auf Burruchaga, der zum 3:2-Siegtreffer vollendete. Argentinien war zum zweiten Mal Weltmeister und hatte diesen Titel zum Großteil Maradona zu verdanken (5 Tore und 5 Torvorlagen), der als bester Spieler der WM ausgezeichnet wurde. Zudem erhielt er zum vierten Mal die Auszeichnung zum Fußballer des Jahres in Argentinien und Südamerika.

### WM 1990
Bei der WM 1990 in Italien führte Maradona Argentinien wieder als Spielführer ins Turnier. Er war wegen eines geschwollenen Knöchels auf Schmerzmittel angewiesen und spielte eine weitaus weniger dominante Weltmeisterschaft als noch vier Jahre zuvor. Das Eröffnungsspiel gegen Kamerun ging mit 0:1 verloren. Die zwei verbleibenden Gruppenspiele gegen die UdSSR (2:0) und Rumänien (1:1) bestritt Argentinien in Maradonas „Wohnzimmer“, dem Stadio San Paolo. Außerhalb von Neapel wurde er in jedem Stadion ausgepfiffen. Argentinien qualifizierte sich letztlich als bester Gruppendritter für das Achtelfinale. Dort traf die Albiceleste auf Brasilien und war weitgehend unterlegen. Ein genialer Moment von Maradona, der in der 80. Minute das Siegtor von Claudio Caniggia vorbereitete, genügte jedoch zum Einzug ins Viertelfinale. Gegen Jugoslawien gewann Argentinien nach 120 torlosen Minuten trotz eines Fehlschusses von Maradona im Elfmeterschießen. Im Halbfinale erwies sich Gastgeber und Turnierfavorit Italien als schwierige Aufgabe. Der Austragungsort Neapel entwickelte sich dabei fast zum Politikum, weil Maradona im Vorfeld des Spiels verkündete, die Stadt gehöre nicht zu Italien, und die Hoffnung zum Ausdruck brachte, die Neapolitaner würden in Anbetracht seiner Beiträge zu den Erfolgen des Heimatklubs in dieser Partie zu Argentinien halten. Argentinien gewann das Spiel erneut im Elfmeterschießen, wobei diesmal auch Maradona vom Elfmeterpunkt traf. Das Finale in Rom war eine Neuauflage des 1986er-Endspiels gegen Deutschland. Als die argentinische Nationalhymne unmittelbar vor der Partie seinetwegen lautstark ausgepfiffen wurde, beschimpfte Maradona die Zuschauer als Hurensöhne. Im Anschluss wurde er erfolgreich von Guido Buchwald manngedeckt und fand zu keiner Zeit ins Spiel. Deutschland wurde mit einem 1:0-Sieg Weltmeister.

### WM 1994
Argentinien verpasste ohne Maradona die direkte Qualifikation zur WM 1994 in den USA durch eine 0:5-Niederlage gegen Kolumbien am letzten Spieltag. Für die Entscheidungsspiele gegen Australien im Oktober und November 1993 sah sich Nationaltrainer Alfio Basile gezwungen, den inzwischen 33-Jährigen trotz fehlender Spielpraxis wieder ins Aufgebot zu berufen. Zur Vorbereitung auf seine vierte und wohlwissend letzte WM-Endrunde setzte Maradona auf ein diszipliniertes Trainingsprogramm, das von seinem langjährigen privaten Fitnesstrainer, Fernando Signorini, und Daniel Cerrini ausgearbeitet wurde, mit dem er erstmals für sein Engagement bei Newell’s Old Boys zusammengearbeitet hatte. Beim 4:0-Auftaktsieg gegen Griechenland erlebte die Fußballwelt einen sehr motivierten Maradona, der sich in ausgezeichneter körperlicher Verfassung befand und seine bemerkenswerte Leistung mit dem Tor zum 3:0 krönte. Auch im zweiten Vorrundenspiel gegen Nigeria (2:1) bildete er mit Claudio Caniggia ein kongeniales Duo und strafte seine Kritiker Lügen, die ihm eine Wiederholung der Leistung aus dem ersten Spiel nicht zugetraut hatten. In einer nach dem Spiel abgegebenen Urinprobe wurden Maradona jedoch verbotene Substanzen nachgewiesen (u. a. der Appetitzügler Ephedrin). Eine spätere Untersuchung ergab, dass er die Substanzen nicht wissentlich eingenommen hatte; vielmehr waren sie ihm von seinem privaten Fitnesstrainer Cerrini verabreicht worden. Ungeachtet dessen wurde Maradona vom Turnier ausgeschlossen und erhielt zum zweiten Mal in seiner Karriere eine 15-monatige Sperre. Maradonas Nationalmannschaftskarriere war damit beendet. Maradona betrachtete sich als unschuldiges Opfer einer Verschwörung. Er schloss mit dem TV-Sender Canal 13 einen Exklusiv-Vertrag ab, um für eine Gage von 1,5 Millionen Dollar als WM-Kommentator in den USA zu bleiben. Die WM hatte durch den Skandal mit Maradona einen der großen Stars verloren. Argentinien zählte danach nicht mehr zu den Turnierfavoriten und schied im Achtelfinale gegen Rumänien aus.

### Copa América
Die Copa América, das südamerikanische Äquivalent zur Europameisterschaft, konnte Maradona nie gewinnen. Er nahm an drei Turnieren teil: 1979 schied er mit Argentinien in der Vorrunde aus, 1987 wurde er im eigenen Land Vierter. 1989 erreichte er mit dem dritten Platz die beste Platzierung. 1983 fehlte er verletzungsbedingt. Die Turniersiege in den Jahren 1991 und 1993 verpasste er aufgrund seiner ersten 15-monatigen FIFA-Sperre und einer weiteren Verletzung.

## Spielweise
Maradona war ein klassischer Spielmacher, zu dessen Stärken Dribblings auf engstem Raum, präzise Pässe, seine Spielintelligenz und seine kreative Spielgestaltung zählten. Er war ein Linksfüßer, der oft auch dann von seinem linken Fuß Gebrauch machte, wenn der Ball eigentlich besser für den rechten Fuß geeignet war. Maradona hatte eine kompakte Physis: Seine starken Beine und der durch seine geringe Größe tiefe Körperschwerpunkt ermöglichten es ihm, beim Laufen mit dem Ball den körperlichen Attacken seiner Gegenspieler standzuhalten. Seine Ballkontrolle war so eng, dass der Ball beim Dribbling zu seinem Körper zu gehören schien. Er war ein technisch versierter Stratege und Teamplayer, konnte sich mühelos mit dem Ball auf engstem Raum bewegen und zog meist eine Vielzahl an Gegenspielern auf sich, woraufhin er entweder mit rasanten Körpertäuschungen zum Dribbling ansetzte oder einem freistehenden Mitspieler eine Torchance ermöglichte. Darüber hinaus war Maradona ein torgefährlicher Freistoß- und Elfmeterschütze.
Maradona bewies bemerkenswerte Führungsqualitäten: Als Anführer auf und neben dem Spielfeld war er das Sprachrohr seiner Teams und schreckte auch vor Kritik an Autoritätspersonen nicht zurück. Seine Fähigkeiten als Spieler und seine übermächtige Persönlichkeit wirkten sich dabei positiv aus. Sein Mitspieler bei der WM 1986, Jorge Valdano, sah ihn als „technische[n] Anführer: Er fand für sämtliche Schwierigkeiten auf dem Spielfeld eine Lösung. An erster Stelle war er dafür verantwortlich, Wunder zu vollbringen. Das gibt der Mannschaft jede Menge Selbstvertrauen. Darüber hinaus war das Ausmaß seiner Berühmtheit so gewaltig, dass er im Namen seiner Teamkollegen den gesamten Druck absorbierte. Als Diegos Mitspieler konnte man vor einem Spiel gut schlafen. Man wusste, dass er Dinge vollbringen konnte, die kein anderer zustande brachte. Und im Unterbewusstsein war uns klar, dass er [...] im Falle einer Niederlage den Großteil der Verantwortung stemmen müsste. Das war der Einfluss, den er auf das Team ausübte.“
Maradona war bekannt für seine gewitzte, charismatische Persönlichkeit. Sein Spitzname El Pibe de Oro („Goldjunge“) geht damit einher: Pibe ist die Bezeichnung für einen gewieften und listigen, nonkonformistischen Einzelgänger. Sein kontroverses Tor mit der Hand bei der WM 1986, das er tarnte, indem er zeitgleich eine Kopfbewegung wie bei einem Kopfball ausführte, wird von einigen Kritikern als Verkörperung des Viveza-criolla-Konzepts angesehen, das in der Slumsiedlung vorherrschte, in der Maradona aufwuchs. Einige Publikationen haben Maradonas Charakter mit dem des Artful Dodger verglichen, einer Figur aus Charles Dickens’ Roman Oliver Twist.

„Pelé hat mehr Tore geschossen, Lionel Messi mehr Titel gewonnen. Beide hatten ein stabileres Privatleben als der übergewichtige, vormals kokainabhängige Maradona, der diese Liste anführt und dessen Beziehung zum Fußball zunehmend belastet war, je länger seine Karriere andauerte. Aber wenn man Diego Maradona mit einem Ball am Fuß gesehen hat, dann versteht man.“

## Karriere als Trainer und Fußballfunktionär

### Frühe Trainerkarriere
Maradona versuchte sich während seiner Dopingsperre 1994/95 als Trainer der argentinischen Erstligisten Textil Mandiyú und Racing Club, aber ohne Erfolg. Mandiyú spielte unter seiner Regie zwölf Partien und gewann eine, Racing Club gewann zwei von elf.

### Argentinischer Nationaltrainer
Im Oktober 2008 wurde Maradona Trainer der argentinischen Nationalmannschaft. Obwohl er kaum über Erfahrung als Fußballtrainer verfügte, setzte er sich nach einem Gespräch mit dem argentinischen Verbandspräsidenten Julio Grondona unter anderem gegen Sergio Batista, Diego Simeone, Miguel Ángel Russo und Carlos Bianchi durch. Maradonas Vorgänger Carlos Bilardo fungierte als Teammanager. Nach der lange gefährdeten, aber letztlich erfolgreichen Qualifikation zur WM 2010 sorgte er mit Aussagen über seine Kritiker auf einer Pressekonferenz für einen Skandal. Er wurde in der Folge für zwei Monate gesperrt und musste 25.000 Schweizer Franken Strafe zahlen. In der Gruppenphase der Endrunde qualifizierte sich Argentinien ohne Punktverlust für das Achtelfinale und zog nach einem 3:1-Sieg gegen Mexiko ins Viertelfinale ein. Dort unterlag Maradonas Team mit 0:4 gegen Deutschland und schied aus dem Turnier aus. Am 27. Juli 2010 wurde er vom Verband entlassen, nachdem Verhandlungen über die Fortsetzung seiner Arbeit gescheitert waren. Maradona hatte die weitere Zusammenarbeit mit seinen Assistenten zur Bedingung gemacht.

### Weitere Stationen
Nach seinem Engagement als Nationaltrainer zog es Maradona im Mai 2011 zu Al-Wasl in die UAE Arabian Gulf League. Er unterschrieb einen Zweijahresvertrag bis Sommer 2013. Der Verein schloss die Saison 2011/12 nur als Tabellenachter ab. In der GCC Champions League gelang der Finaleinzug, das Endspiel ging jedoch im Elfmeterschießen gegen Muharraq Club verloren. Daraufhin wurde Maradona im Juli 2012 nach 14 Monaten im Amt vorzeitig entlassen.
Im August 2013 schloss sich Maradona dem argentinischen Fünftligisten Deportivo Riestra auf ehrenamtlicher Basis als Mentaltrainer an.
Am 7. Mai 2017 unterzeichnete Maradona einen Einjahresvertrag als Cheftrainer des Al-Fujairah SC, einem Zweitligisten der Vereinigten Arabischen Emirate. Nachdem der direkte Aufstieg am Saisonende knapp verpasst worden war, trat er am 27. April 2018 zurück. Knapp zwei Wochen später gelang dem Verein über die Playoffs der Aufstieg in die UAE Arabian Gulf League.
Im Juli 2018 wurde Maradona als Vorstandsvorsitzender des belarussischen Erstligisten Dynamo Brest vorgestellt. Bereits Anfang September trennten sich die Wege wieder. Er blieb jedoch Ehrenvorsitzender des Vereins.
Am 6. September 2018 wurde Maradona Trainer des mexikanischen Zweitligisten Dorados de Sinaloa. Dass ausgerechnet der einst kokainsüchtige Maradona in den Bundesstaat Sinaloa übersiedelte, der für das in den Drogenhandel verwickelte Sinaloa-Kartell bekannt ist, wurde zunächst mit Skepsis aufgenommen. Der Verein spielte unter Maradona jedoch eine erfolgreiche Saison 2018/19 und qualifizierte sich sowohl in der Apertura als auch in der Clausura für die Playoffs. Dort unterlag Dorados de Sinaloa jeweils Atlético San Luis im Finale nach Verlängerung. Am 13. Juni 2019 trat Maradona wegen gesundheitlicher Probleme zurück. Seine Zeit in Sinaloa war Thema der im November 2019 veröffentlichten Netflix-Dokuserie Maradona in Mexico.
Am 5. September 2019 wurde Maradona Trainer bei Gimnasia y Esgrima La Plata, dem zu diesem Zeitpunkt Tabellenletzten der argentinischen Primera División. Der Vertrag lief zunächst bis zum Saisonende. Am 19. November 2019 trat er trotz bis dahin guter Ergebnisse aus Solidarität mit Vereinspräsident Gabriel Pellegrino, dessen Bewerbung für eine Wiederwahl an internen Streitigkeiten zu scheitern drohte, zurück. Zwei Tage später revidierte er seine Entscheidung, nachdem es zu einer Einigung gekommen war. Im Dezember 2019 wurde Pellegrino für weitere drei Jahre ins Amt gewählt. Ende April 2020 wurde die Saison wegen der COVID-19-Pandemie in Argentinien auf Geheiß der AFA abgebrochen. Zu diesem Zeitpunkt stand Gimnasia y Esgrima La Plata auf dem 19. von 24 Plätzen. Anfang Juni 2020 verlängerte Maradona seinen Vertrag daraufhin bis zum Ende der Saison 2020/21.

## Titel, Auszeichnungen und Ehrungen

### Als Nationalspieler
- Weltmeister (1): 1986
- Junioren-Weltmeister (1): 1979
- Artemio-Franchi-Pokal (1): 1993

### Als Vereinsspieler
Boca Juniors
- Argentinischer Meister (1): 1981 (Torneo Metropolitano)

FC Barcelona
- Spanischer Pokalsieger (1): 1983
- Spanischer Ligapokalsieger (1): 1983
- Spanischer Supercupsieger (1): 1983

SSC Neapel
- Italienischer Meister (2): 1987, 1990
- Italienischer Pokalsieger (1): 1987
- Italienischer Supercupsieger (1): 1990
- UEFA-Cup-Sieger (1): 1989

### Individuelle Auszeichnungen
- FIFA Fußballer des Jahrhunderts: 2000*
- FIFA Tor des Jahrhunderts: 2010
- FIFA 100
- Wahl ins Ballon d’Or Dream Team (2020)
- Südamerikas Fußballer des Jahres (6): 1979, 1980, 1986, 1989, 1990, 1992
- Argentiniens Fußballer des Jahres (4): 1979, 1980, 1981, 1986
- Argentiniens Sportler des Jahres (Olimpia de Oro) (2): 1979, 1986[156]
- Argentiniens Sportler des 20. Jahrhunderts (Olimpia de Platino): 1999[157]
- Italiens Fußballer des Jahres (1): 1985[158]
- Bester Spieler der Junioren-Weltmeisterschaft (1): 1979
- Bester Spieler der Weltmeisterschaft (1): 1986
- All-Star-Team der Weltmeisterschaft (2): 1986, 1990
- Weltsportler des Jahres (L’Équipe) (1): 1986
- Weltsportler des Jahres (La Gazzetta dello Sport) (1): 1986
- World Soccer Spieler des Jahres („inoffizieller Weltfußballer“): 1986
- Onze d’or (2): 1986, 1987
- Hall of Fame des Italienischen Fußballs: 2014
- Premios Konex inkl. „Diplomas al Mérito“: 1990[159]
  - „Konex de Platino“ (Sport)
  - „Konex de Brillante“
- Torschützenkönig:
  - Argentinische Primera División (5): 1978, 1979, 1980 (Torneo Metropolitano); 1979, 1980 (Torneo Nacional)
  - Serie A (1): 1987/88
  - Coppa Italia: (1): 1987/88
  - Silberner Schuh der WM (1): 1986

* Maradona gewann die von der FIFA initiierte Internetabstimmung unter Fußballfans zum besten Fußballspieler des vergangenen Jahrhunderts; er war für die FIFA wegen seiner zahlreichen Skandale jedoch schwer zu vermarkten, sodass durch eine von der FIFA eingesetzte Jury ein Äquivalent zur Internetabstimmung geschaffen wurde, die der FIFA-konforme Pelé gewann; somit wurde der Titel „Fußballer des Jahrhunderts“ zweimal vergeben.

### Weitere Ehrungen
- Im Jahr 2000 gab die SSC Neapel bekannt, dass Maradonas Trikotnummer „10“ zu seinen Ehren nicht mehr vergeben werde.
- Im Jahr 2002 bemühte sich auch der argentinische Fußballverband darum, Maradonas Trikotnummer „10“ zu schützen, damit diese in der argentinischen Nationalmannschaft nicht mehr vergeben würde.[161] Die FIFA lehnte dieses Ansinnen jedoch ab.[162]
- Im Jahr 2004 wurde das Stadion der Argentinos Juniors, das Estadio Diego Armando Maradona, nach Maradona benannt.
- Am 5. Juli 2017 wurde Maradona exakt 33 Jahre nach seiner Präsentation als Spieler der SSC Neapel auf der Piazza del Plebiscito zum Ehrenbürger der Stadt Neapel ernannt.[163]
- Am 4. Dezember 2020 wurde das Stadion der SSC Neapel, das Stadio Diego Armando Maradona, nach Maradona benannt.[164]

## Ehe und Nachkommen
Maradona heiratete seine langjährige Freundin Claudia Villafañe am 7. November 1989 in der Basílica del Santísimo Sacramento von Buenos Aires. Zu der anschließenden Hochzeitsfeier im Luna Park waren 1100 Gäste geladen. Neben Familienangehörigen, Freunden und Spielern befanden sich auch Prominente aus dem Showgeschäft darunter. Die Kosten wurden größtenteils von Marketing- und Werbeeinnahmen gedeckt. Aus der Verbindung mit Claudia stammen zwei Töchter: Dalma Nerea (* 1987) und Giannina Dinorah (* 1989). Die Ehe wurde 2004 geschieden. Seine Tochter Giannina war mit dem argentinischen Fußballer Sergio Agüero liiert.
Zu seiner Zeit in Neapel unterhielt Maradona eine Beziehung zu Cristiana Sinagra, aus welcher der Sohn Diego Armando jr. (* 1986) hervorging, der in der italienischen Strandfußball-Nationalmannschaft spielte. 1993 wurde er von einem italienischen Gericht zu Unterhaltszahlungen verpflichtet, nachdem er sich geweigert hatte, eine DNA-Probe abzugeben. Erst im August 2016 bekannte er sich zur Vaterschaft. Darüber hinaus zeugte Maradona eine Tochter (* 1996) mit Valeria Sabalaín und einen weiteren Sohn (* 2013) mit Verónica Ojeda. Im März 2019 bekannte sich Maradona zur Vaterschaft von drei weiteren Kindern aus der Zeit seiner Kuraufenthalte in Kuba zu Beginn der 2000er Jahre.

## Saisonstatistik
| Verein             | Liga             | Saison          | Liga   | Liga | Nat. Pokal | Nat. Pokal | Ligapokal | Ligapokal | Int. Pokal | Int. Pokal | Andere | Andere | Gesamt | Gesamt |
| Verein             | Liga             | Saison          | Spiele | Tore | Spiele     | Tore       | Spiele    | Tore      | Spiele     | Tore       | Spiele | Tore   | Spiele | Tore   |
| ------------------ | ---------------- | --------------- | ------ | ---- | ---------- | ---------- | --------- | --------- | ---------- | ---------- | ------ | ------ | ------ | ------ |
| Argentinos Juniors | Primera División | 1976            | 11     | 2    | –          | –          | –         | –         | –          | –          | –      | –      | 11     | 2      |
| Argentinos Juniors | Primera División | 1977            | 49     | 19   | –          | –          | –         | –         | –          | –          | –      | –      | 49     | 19     |
| Argentinos Juniors | Primera División | 1978            | 35     | 26   | –          | –          | –         | –         | –          | –          | –      | –      | 35     | 26     |
| Argentinos Juniors | Primera División | 1979            | 26     | 26   | –          | –          | –         | –         | –          | –          | –      | –      | 26     | 26     |
| Argentinos Juniors | Primera División | 1980            | 45     | 43   | –          | –          | –         | –         | –          | –          | –      | –      | 45     | 43     |
| Gesamt             | Gesamt           | Gesamt          | 166    | 116  | –          | –          | –         | –         | –          | –          | –      | –      | 166    | 116    |
| Boca Juniors       | Primera División | 1981            | 40     | 28   | –          | –          | –         | –         | –          | –          | –      | –      | 40     | 28     |
| Gesamt             | Gesamt           | Gesamt          | 40     | 28   | –          | –          | –         | –         | –          | –          | –      | –      | 40     | 28     |
| FC Barcelona       | Primera División | 1982/83         | 20     | 11   | 5          | 3          | 6         | 4         | 4          | 5          | –      | –      | 35     | 23     |
| FC Barcelona       | Primera División | 1983/84         | 16     | 11   | 4          | 1          | –         | –         | 3          | 3          | –      | –      | 23     | 15     |
| Gesamt             | Gesamt           | Gesamt          | 36     | 22   | 9          | 4          | 6         | 4         | 7          | 8          | –      | –      | 58     | 38     |
| SSC Neapel         | Serie A          | 1984/85         | 30     | 14   | 6          | 3          | –         | –         | –          | –          | –      | –      | 36     | 17     |
| SSC Neapel         | Serie A          | 1985/86         | 29     | 11   | 2          | 2          | –         | –         | –          | –          | –      | –      | 31     | 13     |
| SSC Neapel         | Serie A          | 1986/87         | 29     | 10   | 10         | 7          | –         | –         | 2          | 0          | –      | –      | 41     | 17     |
| SSC Neapel         | Serie A          | 1987/88         | 28     | 15   | 9          | 6          | –         | –         | 2          | 0          | –      | –      | 39     | 21     |
| SSC Neapel         | Serie A          | 1988/89         | 26     | 9    | 12         | 7          | –         | –         | 12         | 3          | –      | –      | 50     | 19     |
| SSC Neapel         | Serie A          | 1989/90         | 28     | 16   | 3          | 2          | –         | –         | 5          | 0          | –      | –      | 36     | 18     |
| SSC Neapel         | Serie A          | 1990/91         | 18     | 6    | 3          | 2          | –         | –         | 4          | 2          | 1      | 0      | 26     | 10     |
| Gesamt             | Gesamt           | Gesamt          | 188    | 81   | 45         | 29         | –         | –         | 25         | 5          | 1      | 0      | 259    | 115    |
| FC Sevilla         | Primera División | 1992/93         | 26     | 5    | 4          | 2          | –         | –         | –          | –          | –      | –      | 30     | 7      |
| Gesamt             | Gesamt           | Gesamt          | 26     | 5    | 4          | 2          | –         | –         | –          | –          | –      | –      | 30     | 7      |
| Newell’s Old Boys  | Primera División | 1993/94         | 5      | 0    | –          | –          | –         | –         | –          | –          | –      | –      | 5      | 0      |
| Gesamt             | Gesamt           | Gesamt          | 5      | 0    | –          | –          | –         | –         | –          | –          | –      | –      | 5      | 0      |
| Boca Juniors       | Primera División | 1995/96         | 24     | 5    | –          | –          | –         | –         | –          | –          | –      | –      | 24     | 5      |
| Boca Juniors       | Primera División | 1996/97         | 1      | 0    | –          | –          | –         | –         | –          | –          | 1      | 0      | 2      | 0      |
| Boca Juniors       | Primera División | 1997/98         | 5      | 2    | –          | –          | –         | –         | –          | –          | –      | –      | 5      | 2      |
| Gesamt             | Gesamt           | Gesamt          | 30     | 7    | –          | –          | –         | –         | –          | –          | –      | –      | 31     | 7      |
| Karriere Gesamt    | Karriere Gesamt  | Karriere Gesamt | 491    | 259  | 58         | 35         | 6         | 4         | 32         | 13         | 1      | 0      | 589    | 311    |

Quellen: footballdatabase.eu, national-football-teams.com

## Weiterer Werdegang

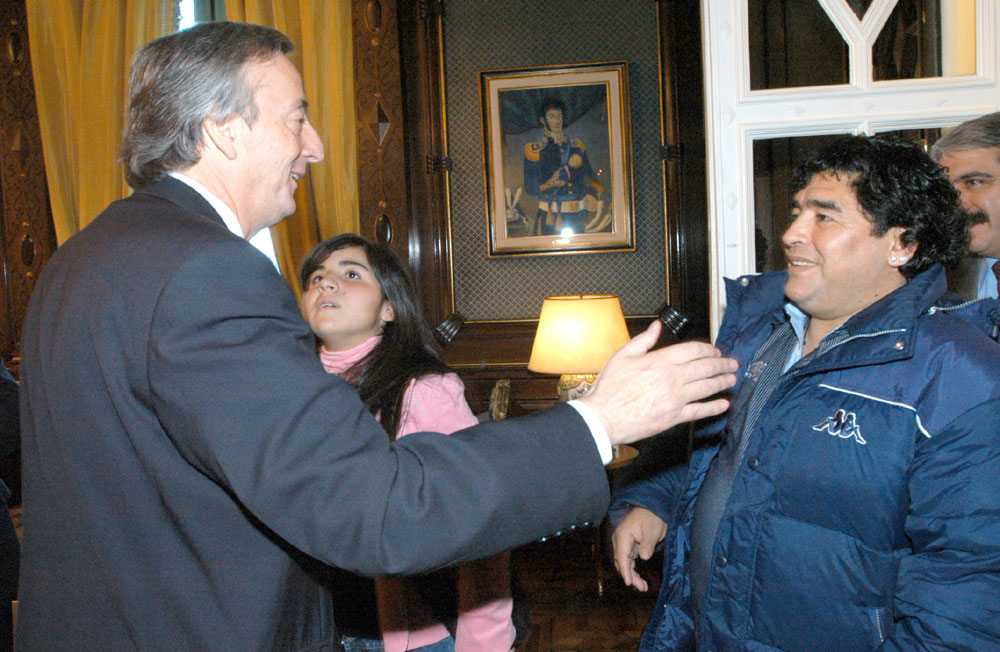
Maradona und Kirchner (2004)

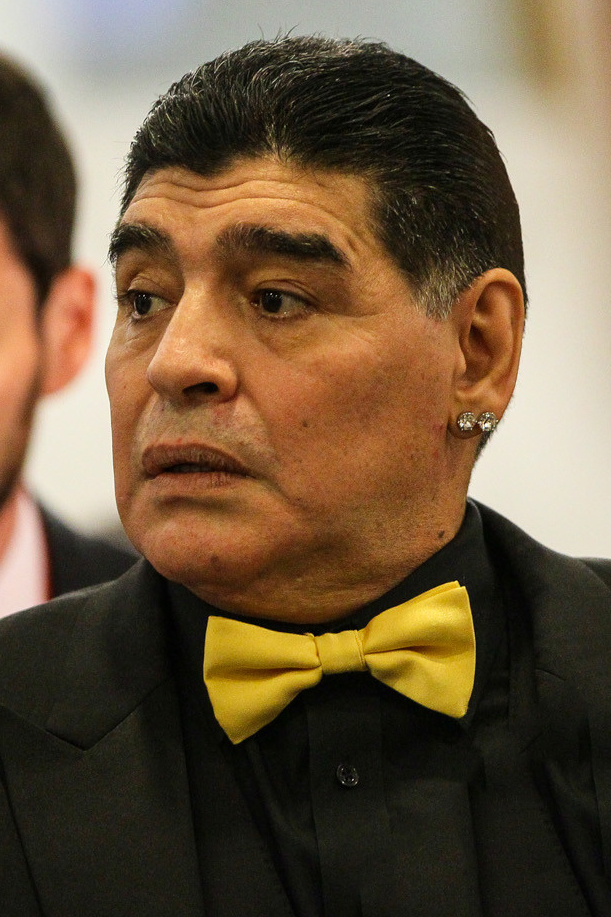
Diego Maradona im Dezember 2017

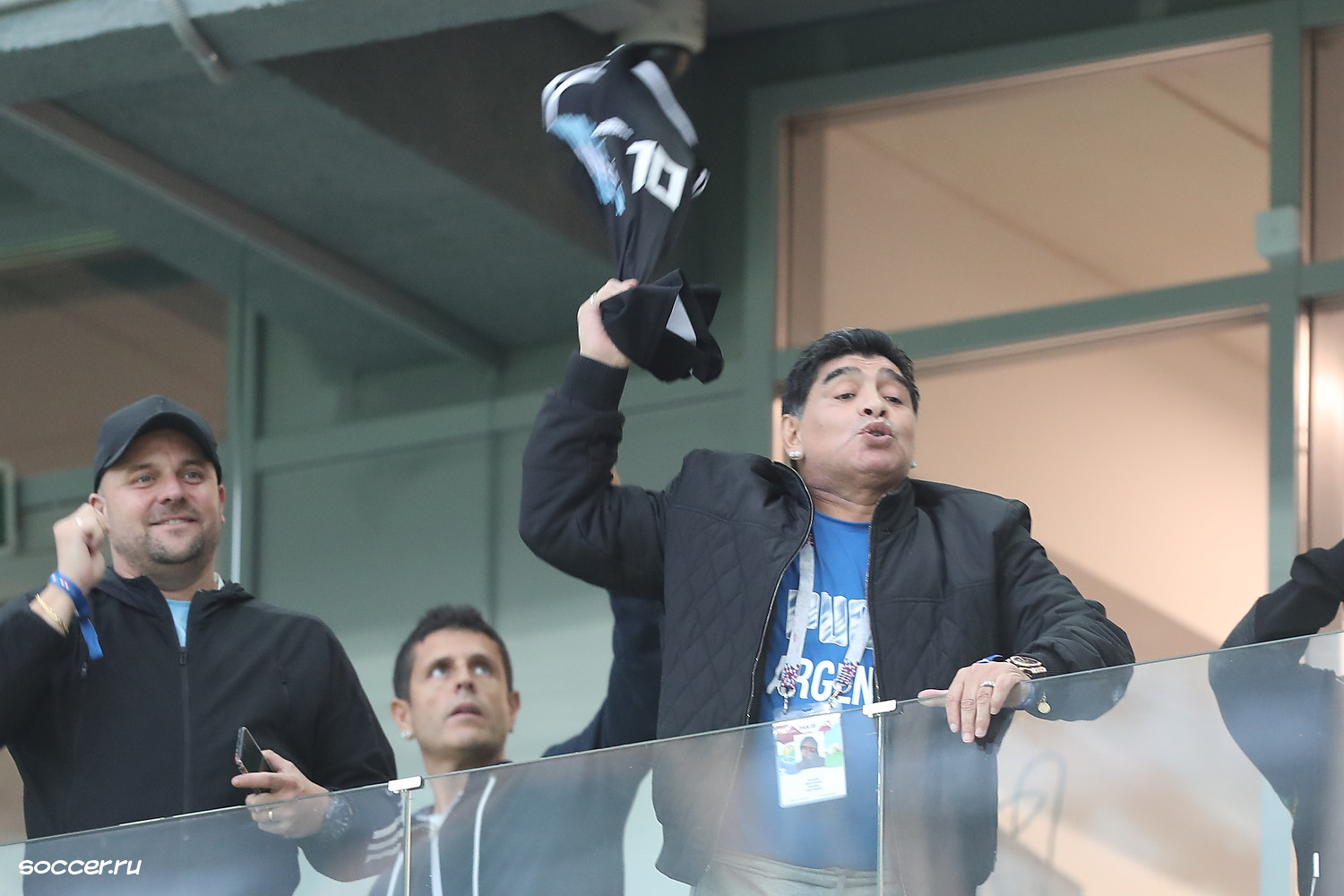
Maradona als Zuschauer bei der Weltmeisterschaft 2018 in Russland

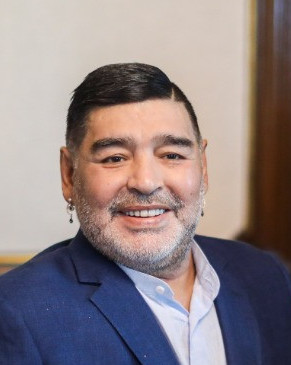
Diego Maradona im Dezember 2019

Im Oktober 1985 entließ er Cyterszpiler und ersetzte ihn mit Guillermo Coppola. Coppola ordnete Maradonas Finanzen, erarbeitete sich jedoch einen zweifelhaften Ruf in Bezug auf den Drogenkonsum seines Klienten. Im Oktober 1990 gab er den Posten ab und wurde durch Mario Franchi ersetzt. Im Januar 1995 einigten sich Maradona und Coppola auf eine erneute Zusammenarbeit. Im Oktober 1996 wurde Coppola bei einer Razzia wegen Kokainbesitzes festgenommen.
Im Juni 2005 kehrte Maradona nach Neapel zurück, um dem Abschiedsspiel von Ciro Ferrara im Stadio San Paolo beizuwohnen. Anfang August 2005 begann er beim argentinischen Fernsehkanal Canal 13 eine eigene Fernsehshow zu moderieren, La Noche del 10 („Die Nacht der Nummer 10“). In dieser Show, deren 13 Episoden bis Ende des Jahres im argentinischen Fernsehen liefen, sprach Maradona mit Prominenten und Sportlern aus aller Welt, darunter Fidel Castro, Pelé, Roberto Durán und Mike Tyson.

### Drogen, Krankheiten und Tod
Bereits in den späten 1980er Jahren hatte Maradona in Neapel exzessiv Kokain konsumiert und war abhängig geworden. Am 4. Januar 2000 erlitt Maradona während eines Aufenthaltes im uruguayischen Badeort Punta del Este einen schweren Herzinfarkt, der auf eine Überdosis Kokain zurückgeführt wurde. Sein Manager Coppola wurde bei einer anschließenden Befragung durch die Polizei zur Herkunft des Kokains wegen Falschaussagen festgenommen. Nach seiner Genesung unterzog sich Maradona einer sechsmonatigen Entziehungskur auf Kuba, wo er Freundschaft mit Fidel Castro schloss.
Am 18. April 2004 wurde Maradona wegen hohen Blutdrucks, Atemnot und einer Lungenentzündung in eine Klinik in Buenos Aires eingeliefert. Nach zwölf Tagen durfte er das Krankenhaus wieder verlassen. Anfang Mai erlitt er jedoch einen Rückfall, der eine weitere Behandlung auf der Intensivstation notwendig machte. Die Krankenhausaufenthalte wurden schließlich auf Maradonas schwere Kokainsucht zurückgeführt, weswegen er Mitte Mai 2004 auf Druck seiner Angehörigen in eine Nervenklinik am Stadtrand von Buenos Aires eingeliefert wurde und ein Rehabilitationsprogramm begann. Am 12. August 2004 traf sich Maradona unter strengen Sicherheitsvorkehrungen mit Staatspräsident Néstor Kirchner, um eine Ausreisegenehmigung für einen Suchtklinikaufenthalt in der Schweiz zu erhalten. Wegen eines Gerichtsbeschlusses war es Maradona zu dieser Zeit nicht erlaubt, Argentinien zu verlassen.
Im Jahr 2005 besserte sich Maradonas Gesundheitszustand nach der Entziehungskur erheblich, insbesondere nachdem er sich in Kolumbien einer Magenverkleinerung unterzogen hatte, um sein chronisches Übergewicht zu reduzieren.
Ab 28. März 2007 wurde Maradona wegen starken Alkoholmissbrauchs mit einer toxischen Hepatitis zwei Wochen in einer Klinik in Buenos Aires behandelt. Mitte April erlitt er nur wenige Tage nach seiner Entlassung aus dem Krankenhaus einen Rückfall. Im Anschluss hielt er sich bis zum 7. Mai 2007 zur Behandlung in einer psychiatrischen Klinik auf. Am 8. Mai trat er im argentinischen Fernsehen auf und erklärte, seit zweieinhalb Jahren keine harten Drogen mehr genommen zu haben und fortan auf Alkohol verzichten zu wollen.
Am 16. November 2015 unterzog sich Maradona im Krankenhaus von Maracaibo in Venezuela einer zweiten Magen-Bypass-Operation, nachdem sein behandelnder Arzt bei ihm 75 kg Übergewicht diagnostiziert hatte.
Anfang November 2020 unterzog er sich einer Schädelöffnung (Kraniotomie), bei der ihm ein Blutgerinnsel entfernt wurde. Er wurde wenige Tage nach der Operation aus dem Krankenhaus entlassen. Am 25. November 2020 starb er im Alter von 60 Jahren infolge eines erneuten Herzinfarkts in Tigre. Daraufhin rief die Regierung Argentiniens eine dreitägige Staatstrauer aus.
Acht Mitglieder des medizinischen Teams, zu dem Maradonas Leibarzt Leopoldo Luque (nicht zu verwechseln mit dem gleichnamigen, im Februar 2021 verstorbenen Weltmeister von 1978 Leopoldo Luque), seine Psychiaterin Agustina Cosachov sowie ein Psychologe, ein weiterer Arzt, die medizinische Koordinatorin der Krankenversicherung und drei Pfleger gehörten, müssen sich wegen fahrlässiger Tötung vor Gericht verantworten. Der zuständige Richter gab am 22. Juni 2022 dem Antrag der Staatsanwaltschaft auf Eröffnung eines Hauptverfahrens statt. Nachdem das Verfahren zunächst auf den 4. Juni 2024 datiert war und auf den 1. Oktober 2024 verschoben wurde, begann dieses schließlich am 11. März 2025.

### Politische Aktivitäten und Positionen
Im Jahr 2000 veröffentlichte er seine Autobiografie Yo Soy El Diego, die er unter anderen Fidel Castro und dem kubanischen Volk widmete. Zudem ließ er sich Tattoos von Castro und Che Guevara auf die linke Wade bzw. den rechten Oberarm stechen.
Im November 2005 nahm Maradona an einer Protestkundgebung im Umfeld des vierten Amerika-Gipfels teil und skandierte gegen George W. Bush gerichtete anti-US-amerikanische Parolen.
Bei der Präsidentschaftswahl in Venezuela 2013 leistete Maradona Wahlkampfunterstützung für den autoritär regierenden Bolivaristen Nicolás Maduro (PSUV). Dessen Vorgänger Hugo Chávez hatte er ebenfalls unterstützt. Er hat den tschetschenischen Präsidenten Ramsan Kadyrow besucht.
Maradona selbst bezeichnete sich stets als Peronist.

## Filme
Der tiefe Eindruck, den Maradona bei einem Auftritt mit Barcelona in Belgrad 1982 hinterließ, als er bei einem 4:2-Auswärtssieg Barcelonas vor 120.000 Zuschauern zwei Tore schoss, führte unter anderem dazu, dass der Regisseur Emir Kusturica 2006 einen Dokumentarfilm über Maradonas Leben mit dem Titel Maradona by Kusturica drehte.
Weitere Filme:
- Amando a Maradona – Ein Film über den Mythos Maradona. Dokumentarfilm, Spanien 2005, Regie: Javier M. Vazquez
- Maradona, der Goldjunge (1:33:04 Std.). Dokumentarfilm, Frankreich 2006, Regie: Jean-Christophe Rosé
- El Camino de San Diego. Argentinien-Spanien 2006, ein Roadmovie über die an religiöse Verehrung grenzende Beliebtheit Maradonas in Argentinien, Regie: Carlos Sorín
- Maradona – La mano de Dios. Spielfilm, 2006, Regie: Marco Risi
- Diego Maradona. Dokumentarfilm, 2019, Regie: Asif Kapadia

## Kuriosa
- Von seinen Fans wird Maradona wie ein Heiliger, zuweilen sogar als Gott verehrt. So wurde in Rosario die Iglesia Maradoniana (Kirche des Maradona) gegründet. Ihre „Gläubigen“ bezeichnen Maradona als Gott, als „D10S“ (Dios ist das spanische Wort für Gott, die 10 steht für die Rückennummer, die Maradona jahrelang trug).

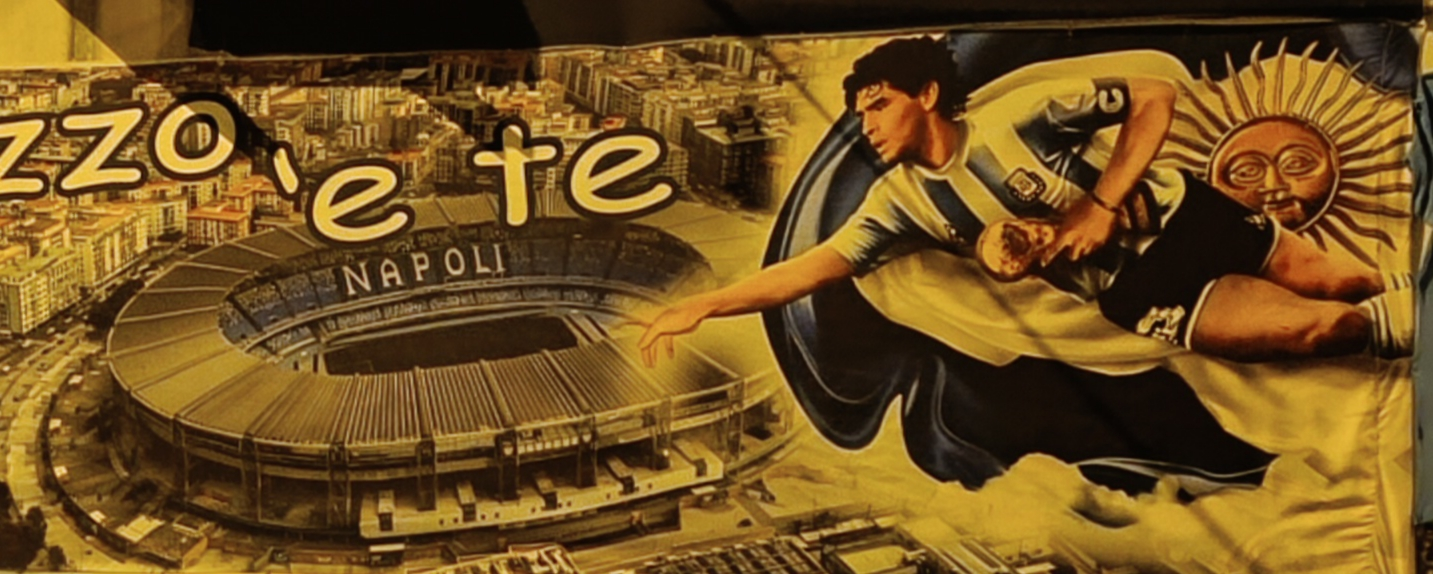
Symbolische Apotheose Diego Maradonas auf einem Wandplakat in der Altstadt Neapels

- Die finnische Hip-Hop-Gruppierung Teflon Brothers würdigt die Hand Gottes und Maradona in ihrem Lied Maradona (kesä ’86), das 12 Wochen in den finnischen Musikcharts stand.
- In der italienischen Stadt Neapel, in welcher Maradona für den SSC Neapel spielte, zieren noch heute unzählige Wandbilder von Maradona die Straßen. Zudem wurde das vormalige Stadio San Paolo 2020 zu Stadio Diego Armando Maradona umbenannt.

## Neologismen
Aufgrund seiner Qualität als Fußballer war Maradonas Name eine Zeit lang in der Presse Synonym für einen begnadeten Fußballer. So wurden die Techniker Gheorghe Hagi als „Karpaten-Maradona“, Andrés D’Alessandro als „Mini-Maradona“ und Andreas Herzog als Alpen-Maradona bezeichnet. Des Weiteren wird in der argentinischen Presse regelmäßig die Bezeichnung „neuer Maradona“ für talentierte Nachwuchsspieler benutzt. So wurden z. B. Javier Saviola, Diego Latorre, Ariel Ortega, Marcelo Gallardo, Juan Román Riquelme, Pablo Aimar und Lionel Messi als „neue Maradonas“ bezeichnet. Lionel Messi wurde zudem nach besonders spektakulären Toren und hochklassigen Spielen als „Messidona“ gefeiert.